# An American Crime
An American Crime är ett amerikanskt kriminaldrama från 2007 i regi av Tommy O'Haver. Filmen, som har verklighetsbakgrund, handlar om den 16-åriga Sylvia Likens som torterades och mördades när hon befann sig i grannfrun Gertrude Baniszewskis vård.

## Handling
Indianapolis 1965. Systrarna Sylvia (16) och Jennie Likens (15) överlämnas till den ensamstående modern Gertrude Baniszewski, när deras föräldrar åker på turné med ett cirkussällskap. Den första betalningen från systrarnas föräldrar blir sen, och Gertrude Baniszewski straffar då systrarna genom att piska dem med ett skärp. Gertrude Baniszewski utser Sylvia till hackkyckling. Baniszewskis dotter, Paula, påstår att Sylvia har spritt lögner om henne, och Sylvias straff blir allt hårdare. Baniszewski får för sig att Sylvia är lösaktig, och ristar med en glödgad nål in orden "I'M A PROSTITUTE AND PROUD OF IT" på Sylvias mage. Hon assisteras i tortyren av grannpojken Ricky Hobbs (14). 
Tortyren eskalerar, och till slut tvingas Sylvia sova inlåst i källaren. Hon får inte använda toaletten. En annan bekant till familjen Baniszewski, Coy Hubbard, slår Sylvia medvetslös i källaren. Emellanåt tar Baniszewski och barnen upp Sylvia i badrummet för att tvätta henne, inte sällan med skållhett vatten. Den 26 oktober 1965 ger Sylvia Likens upp andan. 
Vid den följande rättegången dömdes Gertrude Baniszewski till livstids fängelse för överlagt mord. Hon frisläpptes i december 1985. Hennes dotter, Paula Baniszewski, dömdes också till livstids fängelse. Hon släpptes 1973. John Baniszewski, Coy Hubbard och Richard Hobbs dömdes till arton månaders fängelse på ungdomsanstalt. Åtalen mot de yngre barnen lades ned.

## Rollista
- Elliot Page[1] – Sylvia Likens
- Catherine Keener – Gertrude Baniszewski
- Hayley McFarland – Jennifer Faye "Jennie" Likens
- Ari Graynor – Paula Baniszewski
- Scout Taylor-Compton – Stephanie Baniszewski
- Nick Searcy – Lester Likens
- Romy Rosemont – Betty Likens
- Brian Geraghty – Bradley
- Michael Welch – Teddy Lewis
- Evan Peters – Ricky Hobbs
- James Franco – Andy
- Jeremy Sumpter – Coy Hubbard
- Tristan Jarred – Johnny Baniszewski
- Hannah Leigh Dworkin – Shirley Baniszewski
- Carlie Westerman – Marie Baniszewski
- Bradley Whitford – Prosecutor Leroy K. New
- Michael O'Keefe – Reverend Bill Collier